# Dirca
- Commons
- Wikispecies

Dirca L. é um género botânico pertencente à família Thymelaeaceae.

## Espécies
- Dirca mexicana
- Dirca occidentalis
- Dirca palustris
- «Lista completa»

## Classificação do gênero
| Sistema | Classificação                     | Referência               |
| ------- | --------------------------------- | ------------------------ |
| Linné   | Classe Octandria, ordem Monogynia | Species plantarum (1753) |